# بیگ باس من
ری واشنگتون تریلر جونیور (انگلیسی: Ray Washington Traylor Jr. ملقب به بیگ باس من (انگلیسی: Big Boss Man; ۲ مهٔ ۱۹۶۳ – ۲۲ سپتامبر ۲۰۰۴) کشتی‌گیر کشتی حرفه‌ای اهل ایالات متحده آمریکا بود. بیگ باس من برنده چهار بار قهرمانی هاردکور و یک بار برنده قهرمانی تگ تیم به همراه کن شمراک در دوره حضورش در دبلیو دبلیو ای می باشد. بیگ باس من در سال ۲۰۰۴ در جورجیا به علت حمله قلبی در ۴۱ سالگی درگذشت و در سال ۲۰۰۶ وی به عنوان تالار شهرت دبلیو دبلیو ای معرفی شد.
بیگ باس من یکی از بهترین کشتی گیر حرفه ای زمان خود شناخته می‌شود در 2004 مقابل اندرتیکر قرار  و به دار آمیخته شود دلیل مرگ بیگ بامن 
در سال 2006 به تالار مشاهیر پیسوت